# Muff (ort i Irland)
Muff (iriska: Magh) är en ort i republiken Irland.   Den ligger i grevskapet County Donegal och provinsen Ulster, i den norra delen av landet, 200 km norr om huvudstaden Dublin. Muff ligger 9 meter över havet och antalet invånare är 1 271.
Terrängen runt Muff är varierad. Havet är nära Muff åt nordost. Närmaste större samhälle är Buncrana, 13,8 km nordväst om Muff. Trakten runt Muff består i huvudsak av gräsmarker.